# Глорія Гвіда
Глорія Гвіда (італ. Gloria Guida; 19 листопада 1955, Мерано) — італійська акторка та співачка. Пік її кар'єри припав на другу половину 1970-х.

## Життєпис
Народилася 19 листопада 1955 в Мерано, Емілія-Романья, Італія.
У ранньому віці переїхала з батьками до Болоньї, де закінчила середню школу. З 1970 року виступала як співачка в ансамблі під керуванням свого батька на курортах Адріатичного моря, Рів'єра-Романья. У 1973 році взяла участь у відбірковому конкурсі фестивалю в Санремо.
Працювала моделлю. У 1974 році перемогла на конкурсі краси «Міс Італія-тінейджер». Ця перемога відкрила Глорії Гвідо дорогу в кінематограф.
Виконала головні ролі в дебютних фільмах — драмі Маріо Імперолі «Молода дівчина / La ragazzina» (Моніка) і комедії Сільвіо Амадіо «Неповнолітня / La minorenne» (обидва — 1974).
З 1975 року знімалася в еротичних комедіях, стала зіркою цього жанру.
Серед найбільш успішних фільмів за участю Глорії Гвідо — Анджела Делла Торре в комедії «Медсестра на ніч» (1979), Лія в драмі Фернандо Ді Лео «Коли тобі двадцять / Avere vent'anni» (1978), Марта в комедії Джорджіо Капітані «Bollenti spiriti» (1981). Виконала 6 ролей в еротичній комедії італійського режисера Діно Різі «Секс і охочі» (1982).
У 1989 році пішла з кіно. У 1991 році одружилася з актором Джонні Дореллі, народила дочку Гвендалін.
У 2009 році, після двадцятирічної перерви, зіграла в телефільмі Паоло Кастелло «Fratelli Benvenuti».